# Adalbert-Gautier Hamman
Adalbert-Gautier Hamman (* 14. Juni 1910 in Rahling; † 20. Juli 2000 in Paris) war ein französischer Franziskaner (OFM) und Kirchenhistoriker.

## Leben
Er war seit 1928 Franziskaner, Theologe, Professor für Theologie und Patristik und lehrte in Rom und Kanada. Er hat viele antike lateinische und griechische Texte übersetzt.
Er gründete Ichtus. Lettres chrétiennes, Pères dans la foi, Bibliothèque, die Übersetzungen christlicher Texte aus den ersten Jahrhunderten. Er war lange Zeit literarischer Direktor der Migne-Ausgaben.

## Schriften (Auswahl)
- L’homme, image de Dieu. Essai d’une anthropologie chrétienne dans l’Église des cinq premiers siècles. Paris 1987, ISBN 2-7189-0323-6.
- Das Gebet in der Alten Kirche. Bern 1989, ISBN 3-261-03920-5.
- La vie est un long jour de fête. Mémoires. Paris 1995, ISBN 2-503-83033-1.
- mit Alfons Fürst: Kleine Geschichte der Kirchenväter. Einführung in Leben und Werk. Basel 2011, ISBN 978-3-451-30516-0.